# Indiana Jones and the Emperor’s Tomb
Indiana Jones and the Emperor’s Tomb – przygodowa gra akcji wyprodukowana przez The Collective i wydana przez LucasArts w 2003 roku. To kolejna przygoda fikcyjnego archeologa Indiany Jonesa. Historia umieszczona została w roku 1935, tuż przed wydarzeniami z filmu Indiana Jones i Świątynia Zagłady. Gra jest dostępna na PlayStation 2, Xbox, Macintosh i Windows.

## Fabuła gry
Gra Indiana Jones and the Emperor’s Tomb rozpoczyna się w dżungli Cejlonu, gdzie Indiana Jones szuka posążka Kouru Watu – bogini tutejszej rzeki. Po odnalezieniu posążka, Indy poznaje nazistę Albrechta Von Becka, który zostaje następnie zaatakowany przez gigantycznego aligatora, co pozwala Indianie na ucieczkę. Po powrocie do Nowego Jorku, przedstawiciele Chin – Marszałek Kai Ti Chan i jego asystentka Mei Ying opowiadają Doktorowi Jonesowi o 'Sercu Smoka' – idealnej czarnej perle, która została pochowana razem z pierwszym cesarzem Chin, Qin Shi Huangdi. Mei Ying rozbija posążek Kouru Watu, aby odsłonić pierwszą część 'Zwierciadła Snów' – starożytnego artefaktu, za pomocą którego można bezpiecznie przejść przez Grobowiec Cesarza i odsłonić wejście do jego krypty.
Indy podróżuje więc do Pragi, aby odnaleźć drugi fragment Zwierciadła. Udaje mu się to po dłuższej eksploracji znajdującego się tam zamku i pokonaniu Homunkulusa – stwora stworzonego przez złej sławy alchemika – Vegę. Niestety Von Beck, który cudem przeżył spotkanie z aligatorem, i jego ludzie łapią Jonesa i zabierają go pociągiem do Stambułu. Mei Ying uwalnia Indy’ego, który następnie toruje sobie drogę do zatopionego pałacu Belizariusza, gdzie po walce z Krakenem zdobywa ostatnią część Zwierciadła. Mei Ying wyjawia mu, że pracuje dla chińskiego wywiadu i że Kai pracuje razem z nazistami, aby zdobyć Zwierciadło Snów i kontrolę nad Sercem Smoka.
W operze Złoty Lotus w Hongkongu, Mei i Indy czekają na Wu Hana (postać z filmu Indiana Jones i Świątynia Zagłady), który ma im pomóc przedostać się do Grobowca Cesarza. W międzyczasie jednak Mei Ying zostaje porwana przez ludzi Kaia, a Indy i Wu Han ścigają ich ulicami Hongkongu aż do przystani. Niestety nie udaje im się uwolnić Chinki i Indy jest zmuszony płynąć za nimi na prywatną wyspę Kaia. Wreszcie, po pokonaniu niezliczonej liczby nazistów i używając przebrania, Indy dociera na szczyt Gór Peng-lai, gdzie mieści się Forteca Czarnych Smoków. Aby uwolnić Mei Ying jest zmuszony zabić bliźniaczki Feng – osobistych ochroniarzy Kaia. Niestety Indy wpada w pułapkę i zlatuje szybem do mieszczącej się pod górą Świątyni Kong Tien.
Tam odnajduje starożytną chińską broń zwalczającą demony – 'Pa Cheng' (Pazur Smoka). Następnie jest świadkiem jak Kai łączy w całość wszystkie części Zwierciadła Snów i poświęca Mei Ying demonowi Kong Tien. Indy uwalnia Mei spod władzy demona za pomocą dopiero co zdobytego Pa Cheng i ucieka wraz ze Zwierciadłem.
Indy i Mei odkrywają wejście do Grobowca Cesarza i za pomocą Zwierciadła Snów torują sobie drogę. Von Beck próbuje zabić Indianę za pomocą czołgu (Indy musi uciekać przez korytarze pełne żołnierzy Terakotowej Armii), ale nie udaje mu się to i spada w otchłań. Na końcu korytarza Indy odnajduje portal do chińskich Zaświatów.
W Zaświatach, po przebyciu odpowiednika Wielkiego Muru Chińskiego, Indy odnajduje kryptę cesarza Qin Shi Huangdi i jego ciało. Kiedy zabiera mu z ust Serce Smoka, cesarz budzi się, a Kai odbiera perłę Jonesowi, łącząc się tym samym z cesarzem. Używa jej mocy, aby przywołać wężowego chińskiego smoka by walczył z Indianą, a także tworzy tarczę obronną wokół siebie. Indy znajduje jednak pięć kapliczek z pięcioma chińskimi żywiołami i ładując nimi Pa Cheng, przebija pole siłowe Kaia i niszczy Serce Smoka. Kai traci kontrolę nad smokiem, a duchy ofiar pierwszego cesarza Chin występują przeciw niemu. Indy i Mei uciekają z Grobowca, podczas gdy Kai zostaje pożarty przez smoka.
Z powrotem w operze w Hongkongu, Indiana Jones opowiada zakończenie historii Wu Hanowi i odchodzi razem z Mei Ying. Gdy wychodzą Wu Han przypomina mu jeszcze o spotkaniu z Lao Che na temat zdobycia prochów Nurhaczy’ego, co prowadzi do początku Świątyni Zagłady.

## Postacie
Indiana Jones – światowej sławy archeolog i poszukiwacz skarbów. Tym razem jego przygoda zaczyna się na Cejlonie, gdzie szuka on posążka bogini rzeki.
Marszałek Kai Ti Chang – urzędnik wysłany przez chiński rząd, który nakłania Doktora Jonesa, aby ten znalazł Serce Smoka. Jak się później okazuje jest także głową jednej z chińskich triad oraz przywódcą Czarnych Smoków. Ma swoją prywatną siedzibę na wyspie Peng-lai. Jego celem jest znalezienie Serca Smoka i za jego pomocą przejęcie kontroli nad całymi Chinami. Ginie w Zaświatach, pochłonięty przez rozwścieczone dusze ofiar cesarza Chin i smoka, który wyrwał się spod jego kontroli po zniszczeniu Serca Smoka.
Mei Ying – piękna i wykształcona asystentka Kaia, która od pierwszego spotkania oczarowała Indianę. Okazuje się, że pracuje ona pod przykrywką dla chińskiego wywiadu.
Albrecht Von Beck – nazista, którego Indy spotyka po raz pierwszy na Cejlonie. Cudem uniknąwszy śmierci z rąk olbrzymiego aligatora, okaleczony fizycznie Von Beck szykuje zemstę na Indianie. Współpracuje z Kaiem, aby zdobyć Serce Smoka. Jest przedstawicielem Hitlera w Chinach, który chce przejąć władzę nad światem za pomocą Serca Smoka, zaraz po tym, jak Kai przejmie panowanie nad Chinami. Von Beck ginie w czołgu próbując zabić Indy’ego.
Wu Han – handlarz, którego Mei Ying darzy pełnym zaufaniem. Po przygodzie w Grobowcu Cesarza wyrusza wraz z Indy'm na poszukiwanie prochów Nurhaczy’ego, co zacieśnia ich przyjaźń. Umiera na początku Świątyni Zagłady postrzelony przez Kao Kana (ochroniarza Lao Che).
Bliźniaczki Feng – dwie piękne młode Chinki, osobiści ochroniarze Kaia. Znają różne sztuki walki i posługują się metalowymi, śmiercionośnymi wachlarzami, dzięki którymi mogą osłaniać się przed kulami. Indy pokonuje obie bliźniaczki na szczycie Gór Peng-lai.

## Muzyka
Muzyka do gry została skomponowana przez Clinta Bajakiana, który wykorzystał The Raiders March Johna Williamsa (główny temat Indiany Jonesa). 33 minuty tejże muzyki zostały nagrane przez orkiestrę w kaplicy Uniwersytetu Bastyrskiego w Waszyngtonie. Dodatkowo, muzyka syntetyczna, została nagrana jedynie przez Bajakiana. Część tych utworów była dostępna do pobrania na stronie głównej gry.
Clint Bajakian komponował już ścieżki dźwiękowe do poprzednich gier fikcyjnego archeologa – Indiana Jones and the Fate of Atlantis oraz Indiana Jones and the Infernal Machine.